# 中保永興
中保永興國際（控股）有限公司，簡稱中保永興國際控股、中保永興及中保永興國際（英語：CIG-WH International (Holdings) Limited，港交所除牌時0621.HK），曾經營建築行業，當時是香港中國保險(集團)有限公司旗下公司，1995年12月18日於香港交易所主板上市。
但由於香港建築行業競爭，在2005年，母公司香港中國保險(集團)有限公司出售予給獨立第三者，更名為永興國際（控股）有限公司。2011年10月14日，更名為壇金礦業有限公司至今。

## 連結
- TaungGold.com（页面存档备份，存于）